# TK2
TK2 (англ. Thymidine kinase 2, mitochondrial) – білок, який кодується однойменним геном, розташованим у людей на короткому плечі 16-ї хромосоми. Довжина поліпептидного ланцюга білка становить 265 амінокислот, а молекулярна маса — 31 005.
| 10         |  | 20         |  | 30         |  | 40         |  | 50         |
| ---------- |  | ---------- |  | ---------- |  | ---------- |  | ---------- |
| MLLWPLRGWA |  | ARALRCFGPG |  | SRGSPASGPG |  | PRRVQRRAWP |  | PDKEQEKEKK |
| SVICVEGNIA |  | SGKTTCLEFF |  | SNATDVEVLT |  | EPVSKWRNVR |  | GHNPLGLMYH |
| DASRWGLTLQ |  | TYVQLTMLDR |  | HTRPQVSSVR |  | LMERSIHSAR |  | YIFVENLYRS |
| GKMPEVDYVV |  | LSEWFDWILR |  | NMDVSVDLIV |  | YLRTNPETCY |  | QRLKKRCREE |
| EKVIPLEYLE |  | AIHHLHEEWL |  | IKGSLFPMAA |  | PVLVIEADHH |  | MERMLELFEQ |
| NRDRILTPEN |  | RKHCP      |  |            |  |            |  |            |

A: Аланін

C: Цистеїн

D: Аспарагінова кислота

E: Глутамінова кислота

F: Фенілаланін

G: Гліцин

H: Гістидин

I: Ізолейцин

K: Лізин

L: Лейцин

M: Метіонін

N: Аспарагін

P: Пролін

Q: Глутамін

R: Аргінін

S: Серин

T: Треонін

V: Валін

W: Триптофан

Кодований геном білок за функціями належить до трансфераз, кіназ. 
Задіяний у таких біологічних процесах, як синтез ДНК, альтернативний сплайсинг. 
Білок має сайт для зв'язування з АТФ, нуклеотидами. 
Локалізований у мітохондрії.